# Luka w orgazmie
Luka w orgazmie (ang. orgasm gap) – rozbieżność w częstotliwości doświadczania orgazmu przez heteroseksualne kobiety i mężczyzn. Kobiety odczuwają orgazm rzadziej niż mężczyźni. W przypadku USA szacuje się, że 95% mężczyzn i 66% kobiet zawsze lub często doświadcza orgazmu podczas heteroseksualnych kontaktów seksualnych. Luka wynosi więc 29 punktów procentowych. Najprawdopodobniej przyczyny zjawiska mają charakter społeczno-kulturowy.

## Historia pojęcia
Fakt, że heteroseksualne kobiety rzadziej doświadczają orgazmu niż mężczyźni, jest udokumentowany w literaturze od wielu lat. Już klasyczne badania Kinseya w latach 50. XX wieku wykazały, że zaledwie 29% kobiet w związkach heteroseksualnych regularnie doświadczało orgazmu . Termin „luka w orgazmie” (ang. orgasm gap) pojawia się po raz pierwszy w badaniu Wade i współpracowniczek z 2005 roku  . Stwierdzono w nim, że spośród 800 zbadanych osób 91% mężczyzn stwierdziło, że często lub zawsze doświadcza orgazmu, wśród kobiet odsetek wyniósł zaledwie 39% .

## Skala zjawiska
Jedno z największych badań w USA (reprezentatywna próba, ponad 52 tys. osób) stwierdziło następujące odsetki osób, które zawsze doświadczają orgazmu w różnych grupach .
| Płeć/Orientacja | Heteroseksualna | Biseksualna | Homoseksualna |
| --------------- | --------------- | ----------- | ------------- |
| Mężczyźni       | 95              | 88          | 89            |
| Kobiety         | 65              | 66          | 86            |

Luka jest mniejsza w przypadku seksu w stałym związku niż seksu przygodnego. 31% mężczyzn często lub zawsze doświadczało orgazmu podczas seksu przygodnego, 10% kobiet. W przypadku seksu w kontekście związku w tym samym badaniu orgazmu doświadczało 85% mężczyzn i 68% kobiet .
Badania w Finlandii w 2015 wykazały, że zaledwie 46% kobiet miało orgazm zawsze lub prawie zawsze podczas stosunku. Dla porównania w 1999 roku odsetek wynosił 56%. W ciągu 16 lat luka znacząco wzrosła. Wzrósł też odsetek kobiet, które nigdy nie doświadczają orgazmu (z 4–7% do 9%). W szczególności wzrósł odsetek młodych kobiet (poniżej 35 roku życia), które nigdy nie doświadczyły orgazmu .
Częstotliwość doświadczania orgazmu przez kobiety zależy od podejmowanych praktyk seksualnych. W jednym z badań:
- 50% kobiet stwierdziło, że doświadczyło orgazmu w ostatnim kontakcie seksualnym, który składał się wyłącznie ze stosunku waginalnego;
- 73% kobiet doświadczyło go podczas seksu, który składał się ze stymulacji manualnej i stosunku waginalnego;
- 86% kobiet doświadczyło orgazmu podczas seksu, który składał się ze stosunku waginalnego, stymulacji manualnej i seksu oralnego (cunnilingus)[3] .

Starsze kobiety doświadczają orgazmu częściej niż młodsze .

## Przyczyny
Niektórzy badacze twierdzą, że przyczyny mają charakter biologiczny. W myśl tej hipotezy fizjologia kobiecego ciała sprawia, że kobiety nie mogą doświadczać orgazmu tak często, jak mężczyźni . Teorii tej przeczą jednak badania dotyczące masturbacji. Jedno z badań stwierdza, że 60% heteroseksualnych kobiet stwierdziło, że zawsze doświadcza orgazmu podczas masturbacji, a jedynie 29% podczas seksu z partnerem . Inne badania szacują odsetek kobiet doświadczających orgazmu podczas masturbacji na 95%. Również kobiety w związkach lesbijskich doświadczają orgazmu znacznie częściej niż kobiety w związkach heteroseksualnych . Większość badaczy uznaje w związku z tym, że przyczyny luki w orgazmie mają charakter społeczno-kulturowy .

### Przecenianie roli stosunku waginalnego
Jedna z teorii wyjaśniających przyczyny luki wskazuje na dominujący skrypt seksualny, który nie uwzględnia kobiecych potrzeb. Skrypt ten składa się z: gry wstępnej (przygotowanie kobiety do stosunku), stosunku waginalnego, męskiego orgazmu, po którym następuje koniec seksu. W scenariuszu tym mężczyzna musi doprowadzić kobietę do orgazmu podczas stosunku poprzez mocne pchnięcia i długi stosunek. Tymczasem wg badań zaledwie 18% kobiet stwierdza, że penetracja waginy jest wystarczającym czynnikiem dla osiągnięcia orgazmu  .
Skrypt ten jest szeroko rozpowszechniony w mediach i mocno wpływa na zachowania ludzi. Badanie dotyczące treści na popularnym portalu z pornografią wykazało, że 17–18% filmów przedstawiało orgazm kobiet; 76–78% filmów orgazm mężczyzn. Większość scen kobiecych orgazmów sygnalizowała, że kobiety odczuwają go na skutek stosunku waginalnego. Zaledwie 25% przedstawiało orgazm kobiety na skutek stymulacji łechtaczki  . Podobne wyniki przyniosło badanie treści magazynu dla mężczyzn Men’s health. Najpopularniejsze artykuły na temat orgazmu kobiet podkreślały rolę stosunku waginalnego i kładły nacisk na długi stosunek i odwlekanie momentu ejakulacji .

### Poczucie braku uprawnienia do przyjemności
Innym powodem luki jest to, że wiele kobiet nie oczekuje doświadczenia orgazmu, bo są skoncentrowane na zaspokojeniu potrzeb partnera, nie swoich własnych . Nawet własny orgazm wielu kobiet jest postrzegany jako coś, co robią dla partnera, by sprawić mu przyjemność . Z tym wiążę się wysoki odsetek kobiet, które udają orgazm (67% wśród tych, które doświadczają stosunku waginalnego udawało przynajmniej raz). Najczęściej podawanym powodem udawania orgazmu jest dążenie do ochrony ego partnera .
Tego rodzaju postawa jest szczególnie wyraźna w przypadku przygodnego seksu. Mężczyźni znacznie rzadziej praktykują seks oralny (cunnilingus) podczas przygodnego seksu niż podczas seksu w związku. Kobiety praktykują fellatio równie często w związku, jak podczas przygodnego seksu . Zdaniem autorów badania kobiety w seksie przygodnym nie czują się uprawnione do dążenia do własnego orgazmu i koncentrują się na zaspokojeniu partnera .

### Czynniki poznawcze
Przyczyną luki mogą też być czynniki poznawcze. Jednym z nich są negatywne wyobrażenia na temat genitaliów i swojego ciała. Kobiety, które mają pozytywny obraz swoich genitaliów częściej doświadczają orgazmu . Inny powód to niepokój o sprostanie zadaniu (tzw. ang. performance anxiety) – u kobiet przybiera formę lęku o to, że osiągnięcie orgazmu jest niemożliwe lub zajmuje zbyt długo .

### Braki w zakresie edukacji seksualnej
Jednym z powodów luki może być niedostateczna wiedza na temat seksualności. Badacze sugerują, że w przypadku USA edukacja seksualna przedstawia seksualność kobiet głównie w kontekście reprodukcji lub przemocy seksualnej, co może negatywnie wpływać na wyobrażenia kobiet o seksie. Zajęcia niewiele uwagi poświęcają także kobiecej anatomii i roli łechtaczki, która odgrywa kluczową rolę w orgazmie .

## Niwelowanie luki
Badacze przedstawiają różne sugestie dotyczące zwiększenia odsetek kobiet, które doświadczają orgazmu. Jedna z rekomendacji sugeruje, że należy edukować społeczeństwo na temat roli łechtaczki i kobiecej seksualności . Jedno z badań dowiodło jednak, że większa wiedza na temat łechtaczki nie przekładała się na częstsze orgazmy podczas seksu w związku (choć miała wpływ na większą częstotliwość orgazmu kobiet podczas masturbacji) . Bardziej skuteczną i sprawdzoną empirycznie metodą jest zachęcanie kobiet do odkrycia, jaki rodzaj stymulacji zapewnia im orgazm podczas masturbacji, a następnie do zakomunikowania i zastosowania tych technik podczas seksu z partnerem . Badacze sugerują także, że konieczne jest zastąpienie dominuącego skryptu seksualnego takim, który w większym stopniu uwzględnia konieczność stymulacji łechtaczki, np. poprzez użycie wibratora podczas stosunku waginalnego . Inne czynniki, które wspierają większą częstotliwość orgazmów u kobiet to: waga przywiązywana do własnego orgazmu, pożądanie, poczucie własnej wartości, otwartość w komunikacji, więź emocjonalna z partnerem .